# 維埃納公會議
維埃納公會議（Council of Vienne，又譯維埃納大公會議或維埃納會議）是1311年～1312年在法國里昂付近的都市維埃納舉行的天主教大公會議。教宗克勉五世在法國國王腓力四世強力施壓下，命令聖殿騎士團解散。

## 外部連結
- . . New York: Robert Appleton Company. 1913.